# Undercover (serie de televisión)
Undercover es una serie de televisión británica emitida del 3 de abril al 17 de mayo de 2016 por medio del canal BBC One.  
La serie se centró en la vida y familia de Maya Cobbina, una abogada británica que se encuentra en una batalla legal para demostrar la inocencia en los Estados Unidos de Rudy Jones, un hombre condenado a muerte, y la de su marido Nick Johnson. Cobbina es perseguida por su nueva posición, el pasado de su esposo y las circunstancias en las que la pareja se conoció hace veinte años.
La serie contó con la participación de los actores David Schofield, Danny Webb, Robert Whitelock, Owen Roe, entre otros.

## Historia
Durante los últimos veinte años Maya Cobbina ha defendido a Rudy Jones, un hombre falsamente acusado y encarcelado por el asesinato de un político local que no cometió, el día de su ejecución por inyección letal en Luisiana, Rudy le dice que quiere que cambie el sistema que permite que este tipo de injusticias ocurran y cuando se despide de ella le dice "Go Big", dichas palabras ocasionan que Maya decida regresar a Londres, en camino al aeropuerto se entera de que la inyección no ha matado a Jones pero lo ha dejado en estado crítico.
A su regreso descubre que ha sido promovida a Directora de Procesamientos Públicos, una posición destacada que podría permitirle finalmente hacer justicia por la muerte de su amigo Michael Antwi, un carismático activista en contra del racismo que muere bajo custodia policial luego de ser puesto de forma inapropiada en una celda junto a Mackie, un racista violento.
Sin embargo cuando un secreto oculto del pasado del esposo de Maya, Nick Johnson, un exsargento detective que tiene una vida pasada como agente encubierto infiltrándose en las organizaciones políticas para la Policía Metropolitana amenaza con destruir su mundo, él buscará la forma de proteger a su familia.
Al final se revela que Michael Antwi, había sido el responsable del asesinato del político por el cual Rudy estaba siendo sentenciado a muerte.

## Personajes

### Personajes principales
| Actor           | Personaje                | Ocupación                                                 | Episodios | Duración |
| --------------- | ------------------------ | --------------------------------------------------------- | --------- | -------- |
| Sophie Okonedo  | QC. Maya Cobbina-Johnson | Directora de Procesos Públicos / Abogada de Derecho Penal | 6         | 2016     |
| Adrian Lester   | Nick Johnson             | Escritor / ex-Detective Sargento                          | 4         | 2016     |
| Dennis Haysbert | Rudy Jones               | Preso                                                     | 4         | 2016     |
| Alistair Petrie | Robert Greenlaw          | Ministro de Justicia                                      | 6         | 2016     |
| Derek Riddell   | Paul Brightman           | Oficial del Servicio de Seguridad & ex-Oficial encubierto | 4         | 2016     |
| Vincent Regan   | Dominic Carter           | -                                                         | 4         | 2016     |
| Daniel Ezra     | Daniel "Dan" Johnson     | -                                                         | 4         | 2016     |
| Tamara Lawrence | Clemency "Clem" Johnson  | Estudiante                                                | 4         | 2016     |
| Shannon Hayes   | Ella Johnson             | -                                                         | 4         | 2016     |
| Mark Bonnar     | John Halliday            | Segunda al Mando y Oficial en el CPS                      | 3         | 2016     |
| Angel Coulby    | Julia Redhead            | Periodista del "Daily Metro"                              | 3         | 2016     |

### Personajes recurrentes
| Actor            | Personaje            | Ocupación             | Episodios | Duración |
| ---------------- | -------------------- | --------------------- | --------- | -------- |
| Glyn Grimstead   | Sgt. Douglas Trimble | Sargento              | 3         | 2016     |
| Sam Stockman     | PC. Aiden Rose       | Oficial de la Policía | 3         | 2016     |
| Thomas Dominique | "Big Ray"            | -                     | 3         | 2016     |
| Phil Davis       | Jimmy                | -                     | 1         | 2016     |
| David Schofield  | Alex Brady           | Fotógrafo             | 1         | 2016     |
| Nathan Nolan     | Mark Ambrose         | Doctor                | 1         | 2016     |

### Antiguos personajes principales
| Actor       | Personaje          | Ocupación                                         | Episodios | Duración | Estado | Causa                                              |
| ----------- | ------------------ | ------------------------------------------------- | --------- | -------- | ------ | -------------------------------------------------- |
| Leanne Best | Abigail Strickland | ex-Oficial Encubierta de la Policía Metropolitana | 3         | 2016     | Muerta | asesinada luego de inyectarle una sobredosis fatal |

### Antiguos personajes recurrentes
| Actor           | Personaje     | Ocupación                   | Episodios | Duración | Estado | Causa                                                               |
| --------------- | ------------- | --------------------------- | --------- | -------- | ------ | ------------------------------------------------------------------- |
| Sope Dirisu     | Michael Antwi | Activista Contra el Racismo | 3         | 2016     | Muerto | asesinado a golpes por un racista violento bajo protección policial |
| Geoffrey Burton | Vernon Early  | -                           | 1         | 2016     | Muerto | asesinado bajo protección policial                                  |

## Episodios
La serie estuvo conformada por seis episodios.

## Producción
La serie fue dirigida por James Hawes y escrita por Peter Moffat. Para el drama Moffat se inspiró en las revelaciones de la vida real sobre agentes de la policía británicos que habían formado amistades con activistas que estaban investigando mientras se encontraban encubiertos así como de la vigilancia secreta del Servicio de la Policía Metropolitana de Londres a la familia del joven asesinado Stephen Lawrence.
La serie también contó con el productor Richard Stokes, los ejecutivos Hilary Salmon y Peter Moffat. La serie de seis partes fue coproducida con la BBC America.
La cinematografía está bajo el cargo de Chris Seager, mientras que la música está bajo el mando del compositor Vince Pope.

### Emisión en otros países
| País           | Cadenas     | Fecha de Inicio                          | Fecha de Finalización   |
| -------------- | ----------- | ---------------------------------------- | ----------------------- |
| Canadá         | CBC         | 22 de agosto de 2016                     | -                       |
| Estados Unidos | BBC America | 16 de noviembre de 2016 (como miniserie) | 17 de noviembre de 2016 |
| Francia        | Canal +     | enero de 2017                            | -                       |
| España         | Calle13     | -                                        | -                       |